# Isostasius pillosioculatus
Isostasius pillosioculatus är en stekelart som beskrevs av Szabó 1981. Isostasius pillosioculatus ingår i släktet Isostasius och familjen gallmyggesteklar. Inga underarter finns listade i Catalogue of Life.